# Trematodon paradoxus
Trematodon paradoxus là một loài rêu trong họ Bruchiaceae. Loài này được Hornsch. mô tả khoa học đầu tiên năm 1841.